# リッチー・ペティボーン
リッチー・ペティボーン（Richie Petitbon 1938年4月18日 - ）は、ルイジアナ州ニューオーリンズ出身の元アメリカンフットボール選手、アメリカンフットボールコーチ。シカゴ・ベアーズなどでプレーした。19993年にワシントン・レッドスキンズのヘッドコーチを務めた。

## 選手歴
ルイジアナ州立大学とテュレーン大学からアメリカンフットボールで奨学金のオファーを受けていたが、ロヨラ大学ニューオーリンズ校に入学、陸上競技で奨学金を得た。彼の希望は短距離走の選手として活躍することだったが、当時のコーチから400メートル走に転向することを求められたため、1年でテュレーン大学に転校し、フットボールをすることとなった。オフェンスとディフェンスで彼はプレーした。1958年にはクォーターバックとしてサウスイースタン・カンファレンスのオールチームに選ばれた。またキックオフリターナーも務めた。大学は1957年、1958年とベア・ブライアント率いるアラバマ大学を破る番狂わせを演じたが、1958年のシーズン終盤にはけが人が続出し、ルイジアナ州立大学に0-62と大敗した。
1959年のNFLドラフト2巡でシカゴ・ベアーズに指名されて入団した。ベアーズの当時のコーチはジョージ・ハラスでディフェンスバックコーチはジョージ・アレンであった。ベアーズではセイフティとしてプレーし、プロボウルに4回選出された。また1963年には8インターセプトをあげた。チームは14-10でニューヨーク・ジャイアンツを破り1946年以来のNFLチャンピオンになった。気温華氏8度のリグレー・フィールドでペティボーンは試合終了直前、エンドゾーン内でY・A・ティトルのパスを阻止した。彼はオールプロファーストチームにも選ばれた。ベアーズには1968年まで所属した。ジョージ・アレンがロサンゼルス・ラムズのヘッドコーチに就任した1969年にトレードでラムズに移籍した。この年ラムズは開幕から11連勝したがプレーオフでミネソタ・バイキングスに23-30で敗れた。1970年のシーズン終了後、アレンヘッドコーチがダン・リーブスに解任されワシントン・レッドスキンズのヘッドコーチに就任するとトレードでベテラン選手を多く獲得したがペティボーンもその1人となった。ベテラン選手を多く擁するチームはオーバー・ザ・ヒル・ギャングと呼ばれた。この年NFC東地区でダラス・カウボーイズに次いで2位となった。1972年、チームはNFCチャンピオンシップゲームでカウボーイズを26-3で破り第7回スーパーボウル出場を果たしたがマイアミ・ドルフィンズに7-14で敗れてドルフィンズの17勝0敗のパーフェクトシーズン達成を許した。彼はこの年で現役を引退、14シーズンで48インターセプト、3タッチダウンをあげた。
ベアーズではゲイリー・フェンシックに次ぐチーム歴代2位の37インターセプトをあげている。1962年のロサンゼルス・ラムズ戦では101ヤードのインターセプトリターンタッチダウンをあげた。1967年のグリーンベイ・パッカーズ戦では3インターセプトをあげた。

## 指導者歴
現役引退後、1973年から1978年までヒューストン・オイラーズのシド・ギルマンやバム・フィリップスの下でアシスタントコーチを務めた。1978年、ジャック・パーディーヘッドコーチのワシントン・レッドスキンズにセカンダリーコーチとして加わった。1981年にジョー・ギブスがヘッドコーチに就任した後、レッドスキンズの守備コーディネーターを務めた（一時期はラリー・ペッカチエロとともに守備コーディネーターを務めた。）。この間、レッドスキンズは第17回スーパーボウル、第22回スーパーボウル、第26回スーパーボウルと3回スーパーボウル優勝を果たした。1993年にギブスヘッドコーチが退任すると後任のヘッドコーチに就任したが4勝12敗に終わり、ジャック・ケント・クックオーナーに解任された。後任はNFC東地区ライバル、ダラス・カウボーイズの攻撃コーディネーターであったノーブ・ターナーである。
1983年、彼の指導するディフェンスはターンオーバーで61回ボールを奪い（ターンオーバーレシオは+43）14勝2敗の成績をあげた。1991年1月のフィラデルフィア・イーグルスとのプレーオフではランドール・カニンガムを5回サックした。1991年、チームはNFL2位の224失点しか許さなかった。チームは14勝2敗の成績で第26回スーパーボウルで優勝した。
2011年12月にレッドスキンズのリング・オブ・フェイムⅡ選出された。

## 家族
兄のジョン・ペティボーンもNFLでプレーした。二人ともルイジアナ州のスポーツ殿堂入りを果たしている。